# 蒙格埃利
蒙格埃利（Mungeli），是印度恰蒂斯加尔邦Bilaspur县的一个城镇。总人口27387（2001年）。

## 人口
该地2001年总人口27387人，其中男性14161人，女性13226人；0—6岁人口3587人，其中男1897人，女1690人；识字率68.61%，其中男性为77.76%，女性为58.82%。